# Чемпионат СССР по шахматной композиции
Чемпионаты СССР по шахматной композиции — самые крупные заочные соревнования составителей задач и этюдов, проходившие в СССР. Соревнования проводились в двух форматах — личные (среди индивидуальных составителей) и командные (среди коллективов составителей союзных республик, Москвы и Ленинграда).

## Личные чемпионаты СССР
Личные чемпионаты СССР проводились с 1929 года, в то время соревнование получило название «Всесоюзное первенство». Начиная со следующего чемпионата, проходившего в 1947 году, соревнования проводились регулярно вплоть до XIX чемпионата (1992), когда СССР перестал существовать.
Обычно личные чемпионаты СССР проводились в три этапа: 1-й этап — отборочные соревнования (конкурсы, матчи, турниры, республиканские первенства), победители которых совместно с финалистами предыдущего чемпионата отбирались во 2-й этап — полуфинал. 3-й этап — финал. Соревнования проводились по разделам: этюды, двухходовки, трёхходовки. Раздел многоходовых задач был включён в соревнования начиная с чемпионата 1952 года. 

## Командные чемпионаты СССР
Командные чемпионаты СССР по шахматной композиции проводились регулярно начиная с чемпионата 1956 года вплоть до XIV чемпионата (1990—1992), когда СССР перестал существовать. Разделы: двух-, трёх- и многоходовые задачи, этюды, а также задачи на кооперативный (с 3-го чемпионата) и обратный мат (в 4—7-м и 9—14-м чемпионатах).